# Esporlatu
Esporlatu är en ort och kommun i provinsen Sassari i regionen Sardinien i Italien. Kommunen hade 395 invånare (2017).